# Antignac (Alto Garona)
Antignac é uma comuna francesa na região administrativa da Occitânia, no departamento do Alto Garona. Estende-se por uma área de 5.80 km², com 107 habitantes, segundo o censo de 2018, com uma densidade de 18 hab/km².